# Agonimia octospora
Agonimia octospora är en lavart som beskrevs av Coppins & P. James. Agonimia octospora ingår i släktet Agonimia och familjen Verrucariaceae.   Inga underarter finns listade i Catalogue of Life.